# The Jazz Age
Pour plus de détails, voir Fiche technique et Distribution.
The Jazz Age est un film américain réalisé par Lynn Shores (en), sorti en 1929. Il contient des séquences avec des dialogues et une bande sonore synchronisée avec de la musique et des bruitages.

## Synopsis
Steve Maxwell et Sue Randall, lors d'une escapade, endommagent un des tramways du père de Steve. Randall profite de cet incident pour empêcher le père de Maxwell de s'opposer à son contrat illégal avec la ville. Steve raconte tout au conseil municipal. Lorsque Randall menace Steve d'arrestation, Sue admet sa culpabilité et annonce son intention de se marier.

## Fiche technique
- Réalisation : Lynn Shores (en)
- Scénario : Paul Gangelin
- Intertitres : Randolph Bartlett
- Photographie : Ted Pahle
- Montage : Ann McKnight
- Musique : Josiah Zuro
- Genre : Mélodrame[1]
- Production : Film Booking Offices of America
- Distributeur : RKO Pictures
- Durée : 64 minutes
- Date de sortie : 6 janvier 1929

## Distribution
- Douglas Fairbanks Jr. : Steve Maxwell
- Marceline Day : Sue Randall
- Henry B. Walthall	: Mr. Maxwell
- Myrtle Stedman	: Mrs. Maxwell
- Gertrude Messinger	: Marjorie
- Joel McCrea : Todd Sayles
- William Bechtel : Mr. Sayles
- E. J. Ratcliffe : Mr. Randall
- Ione Holmes : Ellen McBride
- Edgar Dearing : Policier à moto

## Statut du film
Une copie du film est conservée à la Bibliothèque du Congrès.